# É
É (gemenform: é) är en bokstav i det latinska alfabetet. Den är ett e med akut accent som används i bland annat katalanska, spanska, franska, ungerska, iriska, isländska, italienska, kasjubiska, occitanska, uiguriska, portugisiska, slovakiska, tjeckiska, svenska och vietnamesiska. 
I svenskan finns é främst i lånord av franskt ursprung, till exempel idé (fr: idée) och armé (fr: armée).
I isländskan uttalas bokstaven je (Ég jag).
I engelska kan é användas som uttalshjälp i lånord.